# San Jacinto (Kolumbien)
San Jacinto ist eine Gemeinde (municipio) im Departamento Bolívar im Norden von Kolumbien.

## Geographie
San Jacinto liegt im Norden von Bolívar in der Subregion Montes de María etwa 92 km von Cartagena entfernt und hat eine Durchschnittstemperatur von 27 °C. An die Gemeinde grenzen im Norden San Juan Nepomuceno, im Osten Zambrano, im Süden und Westen El Carmen de Bolívar und im Nordwesten María La Baja.

## Demographie
Die Gemeinde San Jacinto hat 21.644 Einwohner, von denen 21.149 im städtischen Teil (cabecera municipal) der Gemeinde leben (Stand: 2019).

## Geschichte
An den Ort des heutigen Ortszentrums gelangte 1776 eine Expedition, die den Ort zunächst als El Sitio bezeichnete. Die offizielle Gründung erfolgte ein Jahr später unter dem Namen San Jacinto de Duanga, benannt nach einem spanischen Offizier. Zur ersten Siedlergruppe gehörten 82 Familien und 60 Sklaven. Entlaufene Sklaven gründeten in den Hügeln der Montes de María und bei Mahates verschiedene Palenques.

## Wirtschaft

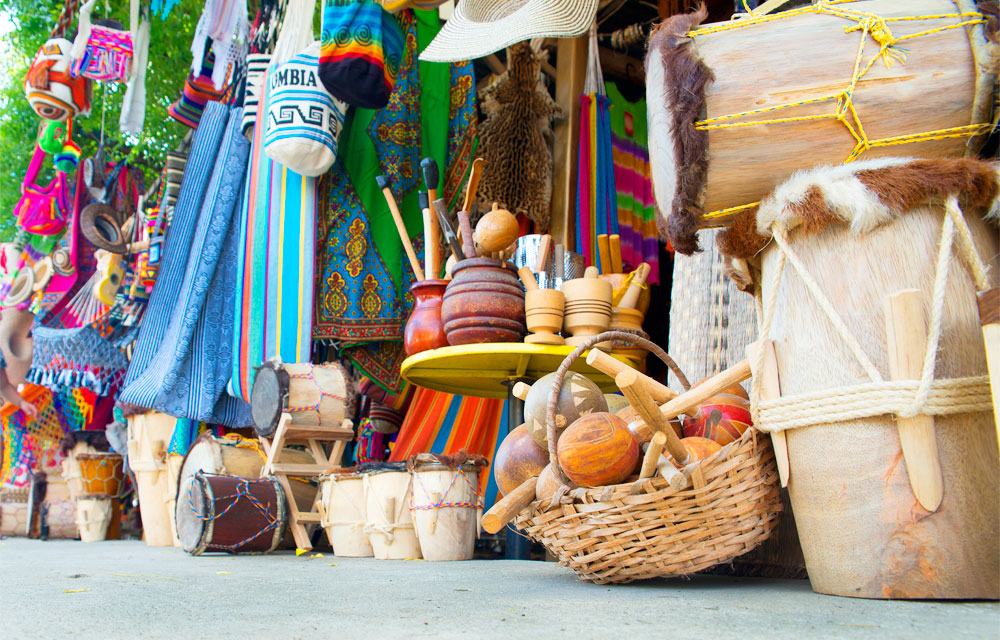
Kunsthandwerk aus San Jacinto

Die wichtigsten Wirtschaftszweige von San Jacinto sind Landwirtschaft und Tierhaltung. Zudem spielen Kunsthandwerk, Kleinstunternehmen und der informelle Sektor eine Rolle. Das sozioökonomische Niveau der Bevölkerung ist gering.

## Kultur

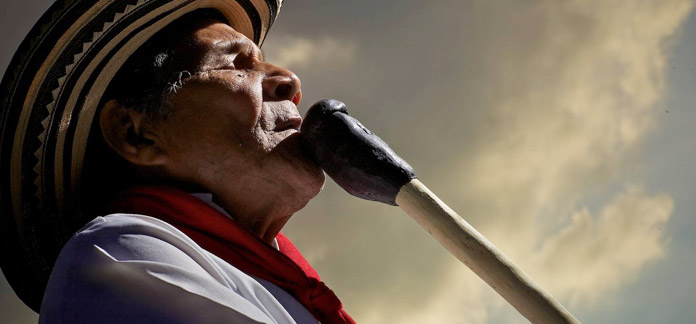
Gaita-Spieler (gaitero)

Jeweils im August wird das Patronatsfest von San Jacinto veranstaltet. Es gibt religiöse Festlichkeiten, aber auch Reit- und Tanzveranstaltungen. Im Rahmen der Feierlichkeiten wird auch ein Gaita-Festival (Festival Autóctono de Gaitas) veranstaltet. In San Jacinto spielt die traditionelle Musik der kolumbianischen Karibikküste eine wichtige Rolle. Insbesondere haben das Instrument Gaita sowie die Gaita-Spieler (gaiteros) eine Sonderstellung.